# العلاقات الإسواتينية الروسية
العلاقات الإسواتينية الروسية هي العلاقات الثنائية التي تجمع بين إسواتيني وروسيا.

## مقارنة بين البلدين
هذه مقارنة عامة ومرجعية للدولتين:
| وجه المقارنة                                              | إسواتيني                                   | روسيا                                   |
| --------------------------------------------------------- | ------------------------------------------ | --------------------------------------- |
| المساحة (كم2)                                             | 17.36 ألف                                  | 17.08 مليون                             |
| عدد السكان (نسمة)                                         | 1.37 مليون                                 | 146.80 مليون                            |
| الكثافة السكانية (ن./كم²)                                 | 78.92                                      | 8.59                                    |
| العاصمة                                                   | لوبامبا، مبابان                            | موسكو                                   |
| اللغة الرسمية                                             | لغة إنجليزية، لغة سوازي                    | اللغة الروسية                           |
| العملة                                                    | ليلانغيني سوازيلندي                        | روبل روسي                               |
| الناتج المحلي الإجمالي (بليون دولار)                      | 4.41 مليار                                 | 1.58 تريليون                            |
| الناتج المحلي الإجمالي (تعادل القوة الشرائية) بليون دولار | 11.13 مليار                                | 3.69 تريليون                            |
| الناتج المحلي الإجمالي الاسمي للفرد دولار أمريكي          | 3.20 ألف                                   | 9.09 ألف                                |
| الناتج المحلي الإجمالي للفرد دولار أمريكي                 | 8.29 ألف                                   |                                         |
| مؤشر التنمية البشرية                                      | 0.531                                      | 0.798                                   |
| رمز المكالمات الدولي                                      | +268                                       | +7                                      |
| رمز الإنترنت                                              | .sz                                        | .ru، .рф، .рус ‏، .su                    |
| المنطقة الزمنية                                           | التوقيت القياسي لجنوب أفريقيا، ت ع م+02:00 | Magadan Time ‏، ت ع م+02:00، ت ع م+12:00 |

## منظمات دولية مشتركة
يشترك البلدان في عضوية مجموعة من المنظمات الدولية، منها:
| علم المنظمة | اسم المنظمة                        | تاريخ انضمام إسواتيني | تاريخ انضمام روسيا |
| ----------- | ---------------------------------- | --------------------- | ------------------ |
|             | مؤسسة التنمية الدولية              | 22 سبتمبر 1969        | 16 يونيو 1992      |
|             | يونسكو                             | 25 يناير 1978         | 21 أبريل 1954      |
|             | مؤسسة التمويل الدولية              | 22 سبتمبر 1969        | 12 أبريل 1993      |
|             | منظمة حظر الأسلحة الكيميائية       | ?                     | ?                  |
|             | الأمم المتحدة                      | 24 سبتمبر 1968        | 24 أكتوبر 1945     |
|             | الاتحاد الدولي للاتصالات           | 11 نوفمبر 1970        | 1866               |
|             | منظمة الشرطة الجنائية الدولية      | ?                     | 27 سبتمبر 1990     |
|             | البنك الدولي للإنشاء والتعمير      | 22 سبتمبر 1969        | 16 يونيو 1992      |
|             | الاتحاد البريدي العالمي            | ?                     | ?                  |
|             | وكالة ضمان الاستثمار متعدد الأطراف | 18 أبريل 1990         | 29 ديسمبر 1992     |
|             | منظمة التجارة العالمية             | ?                     | 22 أغسطس 2012      |

## وصلات خارجية
- موقع وزارة الخارجية الروسية